# Čandragupta Maurya
Čandragupta Maurya (sanskrt: चन्द्रगुप्त मौर्य), ponekad naveden jednostavno kao Čandragupta  (oko 340. pr. Kr. - oko 290. pr. Kr.) - bio je osnivač Maurijskog Carstva. 
Čandragupta je za života uspio dovesti pod svoju vlast najveći dio indijskog potkontinenta. Zbog toga se Čandragupta smatra prvim ujediniteljem i prvim pravim carem Indije. U stranim grčkim i latinskim izvorima, Čandragupta se navodi kao Sandrokyptos (grč. Σανδρόκυπτος), Sandrokottos (grč. Σανδρόκοττος) ili Androcottus.
Čandragupta je okupio plaćeničku vojsku, osigurao podršku naroda, zbacio s vlasti dinastiju Nanda i osnovao vlastitu dinastiju u današnjem Biharu. Poslije smrti Aleksandra Velikog (323. pr. Kr.), osvojio je Pendžab (oko 322. pr. Kr.). Svoj sustav vlasti zasnivao je na sustavu vlasti perzijske dinastije Ahemenida. Umro je od posljedica gladovanja, koje je započeo u znak solidarnosti sa svojim narodom tijekom razdoblja nestašica hrane.
Prije Čandraguptinog dolaska na vlast, sjeverozapadom indijskog potkontinenta dominirale su mala regionalna kraljevstva, dok je Indo-gangeskom nizinom dominirala dinastija Nanda. Nakon Chandraguptinih osvajanja, Maurijsko Carstvo prostiralo se od Bengala na istoku do Afganistana i Balučistana na zapadu, odnosno od Kašmira i Nepala na sjeveru, do Dekanske visoravni na jugu.
Njegova dostignuća, koja su uključivala i osvajanja makedonskih satrapija, koje je bio osnovao Aleksandar Veliki, osvajanje carstva Nanda prije nego što je napunio 20 godina starosti, odnosno poraz nanesen Seleuku I. Nikatoru i uspostavljanje centralizirane vlasti duž južne Azije, Čandraguptu je učinilo jednim od najproslavljenijih osoba u povijesti Indije. Dostignuća Čandragupte, kao i njegovih nasljednika, uključujući Ašoku Velikog, i danas su predmet proučavanja južnoazijskih i svjetskih povjesničara.